# Vasily Petrov (marechal)
Vasiliy Ivanovich Petrov (em russo:  Васи́лий Ива́нович Петро́в, transl. Vasíliy Ivánovich Petróv; (15 de janeiro de 1917 – 1º de fevereiro de 2014) foi um oficial militar russo e Marechal da União Soviética.
Ele foi o arquiteto da vitória etíope na Guerra de Ogaden e Herói da União Soviética.

## Vida pregressa
Vasily Ivanovich Petrov nasceu em 15 de janeiro de 1917 (Calendário juliano: 2 de janeiro) na aldeia de Chernolesskoye, no governo de Stavropol, filho de um funcionário de colarinho branco. Graduou-se na escola secundária em 1935 e estudou durante dois anos no Instituto Pedagógico Ordzhonikidze até 1937. Petrov ingressou no Exército Vermelho em 1939 e concluiu o curso de tenente em 1941.

## Carreira militar

### Grande Guerra Patriótica
Durante a Segunda Guerra Mundial, lutou na defesa de Odessa, na defesa de Sebastopol e na Campanha do Cáucaso. Posteriormente, participou da libertação da Ucrânia (então parte da URSS) e da invasão da Romênia, além da Ofensiva de Budapeste, na Hungria. Na sua nomeação para o posto de major, observou-se que:
"[Ele] executa todas as tarefas que lhe são atribuídas para o trabalho operacional, com clareza e honra... Ele frequentemente visita unidades e ajuda os comandantes de batalhão em seu trabalho. Numa situação difícil, ele é corajoso, decidido e sempre vai onde a situação exige."

### Cursos superiores
Após a guerra, Petrov completou o Curso Acelerado da Academia Militar Frunze em Moscou e, em 1948, formou-se no Curso Especial da academia. Ele serviu em cargos de estado-maior no exército nos primeiros anos do pós-guerra. Ele serviu na 39ª Divisão de Fuzileiros como comandante de regimento desde junho de 1953 e ascendeu a chefe do Estado-Maior da divisão em dezembro de 1955. Petrov foi promovido a comandante de divisão em janeiro de 1957, continuando no comando depois que a 39ª foi reorganizada como a 129ª Divisão de Fuzileiros Motorizados no final daquele ano.
O comandante do Distrito Militar do Extremo Oriente, Coronel-General V.A. Penkovsky, em sua certificação de novembro de 1959 para o comandante da 129ª Divisão, observou que V.I. Petrov:
"[Tem] talento natural, experiência de guerra, academia, experiência em estado-maior e serviço de combate (em uma boa combinação) e diligência no serviço nos permitem tirar uma conclusão sobre o camarada Petrov como um bom comandante de divisão. (Mas ao mesmo tempo!) O comando da divisão ainda é desigual, às vezes vai atrasar, às vezes vai falhar. Os motivos são muitos, mas o principal deles é o próprio Petrov. Ele se admira, exige como se todos pudessem fazer como ele. Ele começa a ficar nervoso e a repreender as pessoas..."

### Alto Comando
Ele foi promovido a chefe do Estado-Maior do Exército em julho de 1961, comandante do exército em junho de 1964, chefe do Estado-Maior do Distrito Militar do Extremo Oriente em janeiro de 1966 e comandante distrital em abril de 1972. Posteriormente, ele subiu na hierarquia militar soviética, sendo promovido a coronel em 1952, major-general em 1961, tenente-general em 1965, coronel-general em 1970 e general-do-exército em 1972. Em 1983, Petrov acabou sendo nomeado Marechal da União Soviética.
No final da década de 1970, Petrov serviu como conselheiro militar do Exército Etíope. Ele foi designado para ajudar e reconstruir a força durante a Guerra de Ogaden.
Em 16 de fevereiro de 1982, Petrov foi condecorado como Herói da União Soviética, medalha nº 11468. O título de Herói da União Soviética vinha acompanhado da Ordem de Lênin, das quais receberia quatro, sendo esta a terceira, de número 458507. As outras ordens foram recebidas em 31 de outubro de 1967, 21 de fevereiro de 1978 e 14 de janeiro de 1987.
Ele comandou o Distrito Militar do Extremo Oriente em 1972–1976 e serviu como Comandante-em-Chefe das Forças Terrestres em 1980–1985. Ele então sucedeu Sergey Sokolov como Primeiro Vice-Ministro da Defesa até sua aposentadoria em 1986 devido a problemas de saúde. Com a morte do ministro da Defesa, o Marechal Dmitri F. Ustinov, em 1984, o Marechal Petrov - com 67 anos - foi um dos altos marechais considerados para substituí-lo.

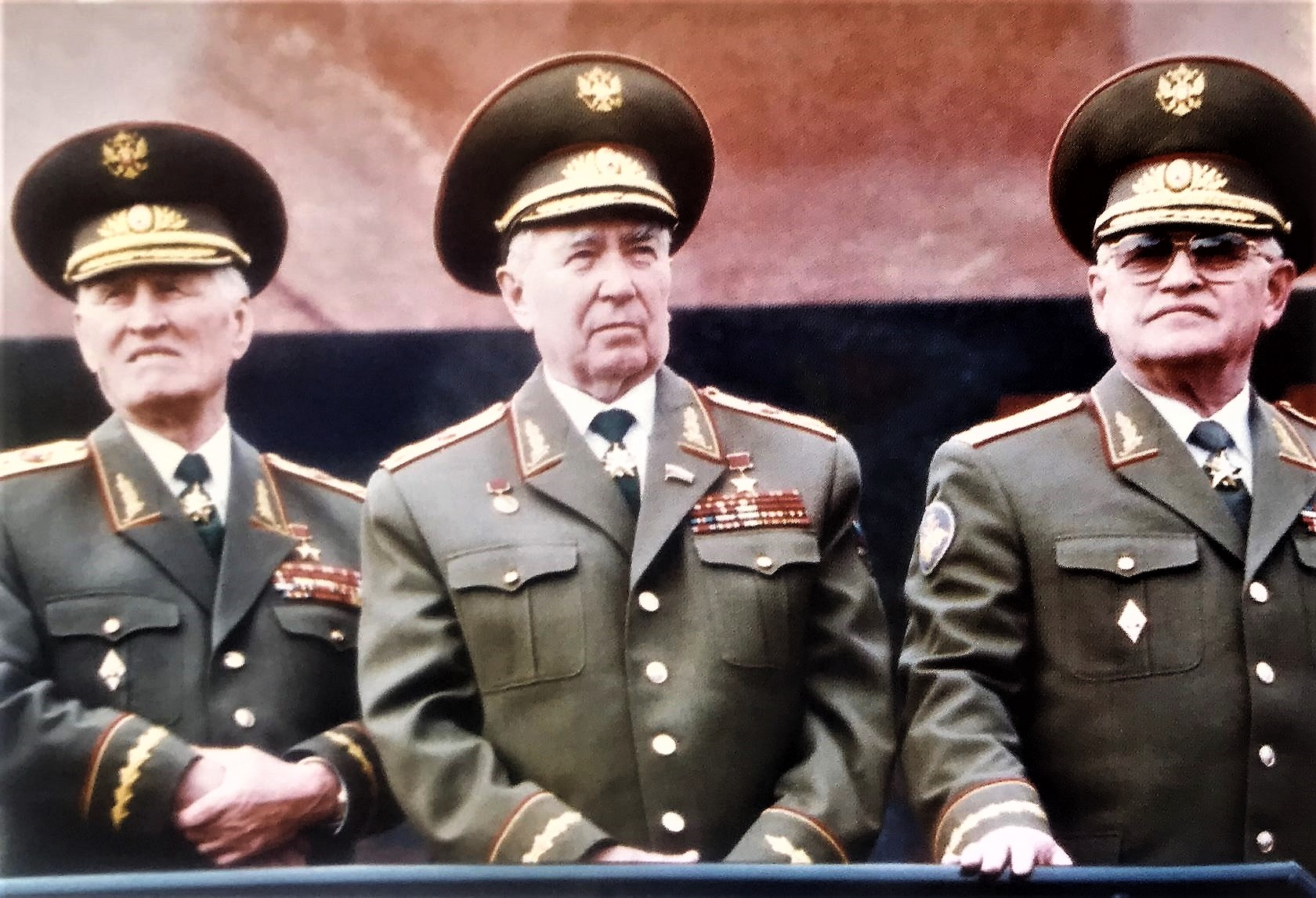
O Marechal V. I. Petrov no pódio do mausoléu com o Marechal da União Soviética V.G. Kulikov e o Marechal da Federação Russa I.D. Sergeyev.

Seguindo a doutrina de armas combinadas do Marechal Nikolai V. Ogarkov, o General do Exército Yevgeny F. Ivanovsky foi designado como Comandante das Forças Terrestres e o Marechal Vasily I. Petrov como Primeiro Vice-Ministro da Defesa para o Extremo Oriente e Guerras Locais, em 1985. Ambos especialistas na então nova doutrina implementada sob o comando do Marechal Ogarkov. O Marechal Petrov tinha a reputação de organizador e solucionador de problemas, além de ser um especialista tanto em operações de alta mobilidade utilizando forças aerotransportadas quanto em operações de pequenas unidades. A sua nomeação junto com Ivanovsky, um especialista em comando e controle de grandes unidades e em operações em profundidade, sublinhou a importância destes tipos de operações no pensamento militar soviético e a sua ênfase nas guerras locais.

### Últimos anos
Vasily Petrov foi deputado do Soviete Supremo da URSS de 1974 a 1989 e membro do Comitê Central do PCUS de 1976 a 1989. A partir de 1992, Petrov serviu como conselheiro militar do Ministério da Defesa da Federação Russa. Em 26 de dezembro de 2006, ele foi declarado cidadão honorário do Distrito de Novoselitsky da província de Stavropol.
Petrov morreu em 1º de fevereiro de 2014, aos 97 anos, e foi sepultado no Cemitério Memorial Militar Federal no Oblast de Moscou. A sua lápide possui um busto em uniforme, representando suas barretas e a medalha Estrela de Ouro de Herói da União Soviética, tendo também uma placa comemorativa.

## Promoções
Linha do tempo das promoções de Vasiliy Ivanovich Petrov:
| Nº | Dragona                                                   | Posto                       | Data       | Em russo                                          |
| -- | --------------------------------------------------------- | --------------------------- | ---------- | ------------------------------------------------- |
| 1  | Файл:ligação=CCCP army Rank polkovnik infobox.svg         | Coronel                     | 29/04/1952 | Полковник Polkovnik                               |
| 2  | Файл:ligação=CCCP army Rank general-major infobox.svg     | Major-general               | 09/05/1961 | Генерал-майор General-mayor                       |
| 3  | Файл:ligação=CCCP army Rank general-lejtnant infobox.svg  | Tenente-general             | 16/06/1965 | Генерал-лейтенант General-leytenant               |
| 4  | Файл:ligação=CCCP army Rank general-polkovnik infobox.svg | Coronel-general             | 29/04/1970 | Генерал-полковник General-polkovnik               |
| 5  | Файл:ligação=RAF A F9GenArmy since 1974h.svg              | General-do-Exército         | 15/12/1972 | Генерал армии General armii                       |
| 7  | Файл:ligação=CCCP_army_Rank_marshal_CCCP_infobox.svg      | Marechal da União Soviética | 25/031983  | Маршал Советского Союза Marshal Sovetskogo Soyuza |

## Condecorações

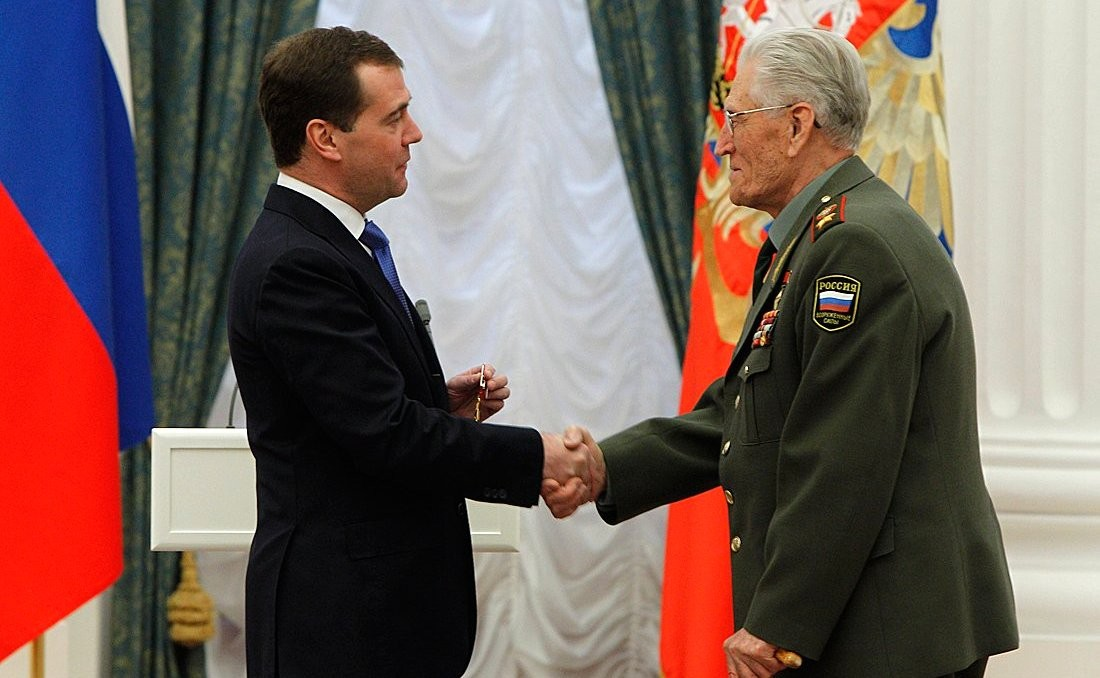
Entrega da condecoração estatal, a Ordem de Alexandre Nevsky, a Vasily Petrov pelo então presidente Dmitri Medvedev, em 3 de maio de 2012.

O Marechal Vasiliy Petrov recebeu diversas condecorações da União Soviética e da Federação Russa, além de honrarias de outros países do bloco comunista.

### União Soviética e Rússia
- Herói da União Soviética (16 de fevereiro de 1982)
- Ordem de Alexandre Nevsky (3 de maio de 2012)
- Quatro Ordens de Lênin (dezembro de 1967, fevereiro de 1978, 16 de fevereiro de 1982, janeiro de 1987)
- Ordem da Revolução de Outubro (fevereiro de 1974)
- Ordem da Bandeira Vermelha (outubro de 1944)
- Ordem da Guerra Patriótica, 1ª turma, duas vezes (julho de 1944, abril de 1985), 2ª turma (outubro de 1943)
- Ordem da Estrela Vermelha, duas vezes (novembro de 1942, outubro de 1955)
- Ordem de Serviço à Pátria nas Forças Armadas da URSS, 3ª turma (fevereiro de 1976)
- Medalha por Serviço de Combate
- Medalha "Por Distinção na Guarda da Fronteira Estadual da URSS"
- Medalha "Pela Defesa do Cáucaso"
- Medalha "Pela Defesa de Odessa"
- Medalha "Pela Defesa de Sebastopol"
- Medalha "Pelo Fortalecimento da Cooperação Militar"
- Medalha "Pela Vitória sobre a Alemanha na Grande Guerra Patriótica 1941–1945"
- Medalha Jubileu "Vinte Anos de Vitória na Grande Guerra Patriótica 1941-1945"
- Medalha Jubileu "Trinta Anos de Vitória na Grande Guerra Patriótica 1941-1945"
- Medalha Jubileu "Quarenta Anos de Vitória na Grande Guerra Patriótica 1941-1945"
- Medalha "Pela Captura de Budapeste"
- Medalha Jubileu "50 anos de vitória na Grande Guerra Patriótica 1941–1945"
- Medalha Jubileu "60 anos de vitória na Grande Guerra Patriótica 1941–1945"
- Medalha Jubileu "65 anos de vitória na Grande Guerra Patriótica 1941-1945"

### Condecorações estrangeiras
- Ordem "Ernesto Che Guevara", 1ª classe (Cuba, 1985)
- Ordem do Estandarte Vermelho (Tchecoslováquia, 1982)
- Ordem do Fevereiro Vitorioso (Tchecoslováquia, 1985)
- Ordem de Sukhbaatar (Mongólia, 1981)
- Ordem da Bandeira Vermelha (Mongólia, 1982)
- Ordem "Por Mérito Militar" (Mongólia, 1971)
- Ordem Scharnhorst (Alemanha Oriental, 1983)
- Ordem da Bandeira da República Popular da Hungria com diamantes (Hungria, 1985)
- Ordem de Tudor Vladimirescu, 1ª classe (Romênia, 1974)
- Ordem "Por Mérito Militar", 1ª classe (Romênia, 1985)
- Ordem da Bandeira Nacional (Etiópia, 1982)
- Ordem da Bandeira Nacional da Coreia (Coreia do Norte, 1985)
- Ordem da República Popular da Bulgária, 1ª classe (Bulgária, 1985)
- Ordem "Pelo Valor Militar", 1ª classe (Vietnã, 1983)

### Baseado na fé
- Ordem do Santo Abençoado Grão-Príncipe Dmitriy Donskoy, 2ª classe (Igreja Ortodoxa Russa, 2005)